# Libia ai Giochi della XXXI Olimpiade
La Libia ha partecipato ai Giochi della XXXI Olimpiade, che si sono svolti a Rio de Janeiro, Brasile, dal 5 al 21 agosto 2016, con una delegazione di sette atleti impegnati in sei discipline. Portabandiera alla cerimonia di apertura è stato il maratoneta Mohamed Fuad Hrezi.
Si tratta dell'undicesima partecipazione di questo paese ai Giochi. Così come nelle precedenti edizioni, non sono state conquistate medaglie.

## Atletica leggera
- Maratona maschile - 1 atleta (Mohamed Fuad Hrezi)

## Canottaggio
- Singolo maschile - 1 atleta (Al-Hussein Gambour)

## Judo
- 60 kg maschili - 1 atleta (Mohamed El-Kawisah)

## Nuoto
- 50 m stile libero maschili - 1 atleta (Ahmed Attellesey)
- 100 m rana femminili - 1 atleta (Daniah Hagul)

## Taekwondo
- 58 kg maschili - 1 atleta (Yousef Shriha)

## Tiro con l'arco
- Individuale maschile - 1 atleta (Ali El-Ghrari)